# Wine Country (California)

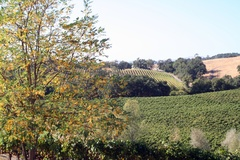
Valle Alexander - Sonoma.

Wine Country es una región del Norte de California en los Estados Unidos conocida mundialmente por su famosa producción de vinos. La viticultura y vinificación se ha practicado en la región desde mediados de siglo XIX. Hay más de 400 bodegas en la zona norte de San Francisco, la mayoría localizada en las zona de los valles, incluyendo en el Valle de Napa en el condado de Napa, y el Valle de Sonoma, Valle Alexander, Valle Dry Creek, Valle Bennett y el Valle del Río Ruso en el condado de Sonoma. Las uvas de vino también crecen en las altas elevaciones, como en el Pico Atlas y el Monte Veeder. La región no solo es definida en términos de viticultura, sino también por su ecología, geología, arquitectura, cocina, y cultura. La mayoría de la vendimia, tanto en términos de área y valor, se deriva del condado de Sonoma.
Las comunidades asociadas con Wine Country incluye a Kenwood, Healdsburg, Sonoma, Santa Rosa, Napa, Yountville, St. Helena, Calistoga, Geyserville, Petaluma, Sebastopol, Guerneville, el histórico Fuerte Ross y Ukiah.